# Pyrocoelia matsumurai
Pyrocoelia matsumurai là một loài bọ cánh cứng trong họ Đom đóm (Lampyridae). Loài này được Nakane miêu tả khoa học năm 1963.